# Eleições municipais em Manaus em 1985
As eleições municipais em Manaus em 1985 ocorreram em 15 de novembro, como parte das eleições em 201 municípios nos 23 estados brasileiros e nos territórios federais do Amapá e Roraima. Foi a primeira eleição da Nova República e a primeira onde os manauaras escolheram seu prefeito pelo voto direto desde Vinicius Gomes em 1965. No presente caso foram eleitos o prefeito Manoel Ribeiro e o vice-prefeito Aristides Queiroz.
Nascido em Manaus, o advogado e professor e empresário Manoel Ribeiro foi presidente da Associação dos Exportadores da Zona Franca de Manaus e presidente do Conselho de Administração do Banco do Estado do Amazonas. Filiado ao PMDB, foi eleito vice-governador do Amazonas em 1982 na chapa de Gilberto Mestrinho, cargo ao qual renunciou ao eleger-se prefeito de Manaus em 1985. Durante o mandato, rumou para o PTB, contudo foi afastado do cargo durante uma intervenção estadual (entre 6 de junho e 2 de dezembro de 1988) decretada pelo governador Amazonino Mendes.
Nascido em Manaus, o empresário e aviador Aristides Queiroz foi eleito deputado estadual pelo PDS em 1982. Com a instauração da Nova República, aderiu ao PFL, assumindo a presidência do diretório estadual do partido em 1985 sendo eleito vice-prefeito de Manaus nesse mesmo ano.
Potiguar de Martins, o professor Alfredo Nascimento é graduado em Letras e Matemática pela Universidade Federal do Amazonas com especialização em Administração de Pessoal e Auditoria em Recursos Humanos na Fundação Getulio Vargas. Em 1972 ingressou na Escola de Especialistas de Aeronáutica em Guaratinguetá, formando-se controlador de tráfego aéreo. Quando Amazonino Mendes assumiu a prefeitura de Manaus em 1983, Nascimento foi secretário municipal extraordinário e depois secretário municipal de Administração, ocupando cargo semelhante quando o referido político assumiu o cargo de governador quatro anos depois, e em razão desse vínculo político foi nomeado interventor em Manaus por 180 dias a partir de 6 de junho de 1988.

## Resultado da eleição para prefeito
Foram apurados 228.056 votos nominais (93,85%), 5.953 votos em branco (2,45%) e 8.996 votos nulos (3,70%), resultando no comparecimento de 243.005 eleitores.
| Candidatos a prefeito de Manaus | Candidatos a vice-prefeito | Número | Coligação                                                 | Votação | Percentual |
| ------------------------------- | -------------------------- | ------ | --------------------------------------------------------- | ------- | ---------- |
| Manoel Ribeiro PMDB             | Aristides Queiroz PFL      | 15     | Aliança Democrática (PMDB, PFL, PL, PCdoB, PCB, PTB, PSC) | 131.508 | 57,67%     |
| Amine Lindoso PDS               | Tancredo Castro Soares PDS | 11     | PDS, PSB, PDC, PMB                                        | 47.124  | 20,66%     |
| Aloysio Nogueira de Melo PT     | Marilene Corrêa PT         | 13     | PT, PV                                                    | 28.570  | 12,53%     |
| Theodoro Botinely PDT           | Antônio de Oliveira PDT    | 12     | PDT (sem coligação)                                       | 20.854  | 9,14%      |
| Fontes:                         |                            |        |                                                           |         |            |